# Уильямс, Брайан Дуглас
Брайан Дуглас Уильямс (англ. Brian Douglas Williams; род. 5 мая 1959, Риджвуд, Нью-Джерси, США) — американский телеведущий, в 2004—2015 годах главный редактор программы вечерних новостей NBC Nightly News на телеканале NBC, с 2015 по 2021 год главный ведущий новостей на MSNBC. Был включён журналом «Тайм» в число 100 самых влиятельных людей в мире в 2007 и в 2010 году.

## Ранние годы жизни
Уильямс окончил средние классы ирландской католической церковной школы. В детстве его семья переехала из Риджвуда, штат Нью-Джерси, в Элмайру, штат Нью-Йорк. Брайан жил в Элмайре десять лет до переезда в Мидлтаун, штат Нью-Джерси.
Окончил римско-католическую среднюю школу Mater Dei в Мидлтауне. Во время учёбы в средней школе он входил в добровольческую пожарную команду города. Впервые работать начал как помощник официанта.
После окончания школы он учился в колледже Brookdale Community College, затем перевёлся в Университет Джорджа Вашингтона, потом в Католический университет Америки. Обучение не закончил, начав стажировку в администрации президента Джимми Картера. Сегодня он «очень сожалеет», что не успел закончить учёбу.

## Начало карьеры
Уильямс начал свою карьеру на телевидении в 1981 году на канале KOAM-TV в Питтсбурге, штат Канзас. Через год он вернулся в Вашингтон и работал на WTTG-TV. В 1993 году Уильямс вступил в NBC News в Нью-Йорке и в 1994 году стал главным корреспондентом Белого дома от телеканала. В 1996 году Уильямс начал вести «Новости с Брайаном Уильямсом» на MSNBC, с ретрансляцией на CNBC.

## Вечерние новости
Уильямс стал ведущим NBC Nightly News 2 декабря 2004 года и в первый же год великолепно осветил два стихийных бедствия: цунами в Азии и ураган «Катрина». Его работа помогла NBC получить премию Пибоди. Комитет Пибоди пришёл к выводу, что «репортажи [Уильямса] об урагане „Катрина“ являются примером высокого уровня журналистского опыта».
NBC Nightly News долгое время был лидером рейтингов среди вечерних новостных программ, до самого появления ABC World News в первой половине 2007 года. Но Nightly News восстановили прежнее положение в конце того же года. К 2010 году Уильямс рассматривался как главный телеведущий страны.
По данным на октябрь 2006 года, его ежегодный доход составлял 10 млн долларов США.

## Появления в других шоу
Уильямс часто появляется на The Daily Show в качестве приглашённой знаменитости, где у него по обыкновению берёт интервью Джон Стюарт. Также появляется в Weekend Update, ситкоме «Студия 30» и в шоу «Поздний вечер с Джимми Фэллоном».

## Критика
В феврале 2015 года Брайан Уильямс признался, что придумал историю о том, как в 2003 году во время вторжения в Ирак его вертолет был сбит ракетой. На самом деле журналиста не было на борту сбитого вертолёта. Также ведущий ранее солгал о том, что заразился дизентерией во время репортажа из Нового Орлеана после урагана «Катрина». После этого Уильямс временно прервал работу до окончания внутреннего расследования.

## Личная жизнь
Женат на Джейн Стоддард Уильямс, дочь — актриса Эллисон Уильямс. Проживает с семьёй в Нью-Ханаан, штат Коннектикут.

## Основные этапы карьеры
- 1981: KOAM-TV[англ.]
- 1982—1984: WTTG-TV[англ.], корреспондент
- 1985: ток-шоу Panorama, ведущий
- 1985—1987: WCAU-TV[англ.], корреспондент Нью-Джерси
- 1987—1993: WCBS-TV[англ.], ведущий дневных новостей в будни и вечерних по выходным
- 1993—1994: NBC News, корреспондент
- 1994—1996: NBC News, корреспондент Белого Дома
- 1996—2004: «Новости с Брайаном Уильямсом[англ.]» на MSNBC, ведущий
- 2004—2015: NBC Nightly News, ведущий
- 2015—2021: MSNBC, главный ведущий новостей[3]
- 2016—2021: «11-й час с Брайаном Уильямсом»[англ.]», ведущий